# Hellen Obura
Hellen Abulu Obura, là một nữ thẩm phán tại Tòa án phúc thẩm của Uganda, cơ quan tư pháp cao thứ hai ở nước này, cũng đóng vai trò là Tòa án Hiến pháp của quốc gia châu Phi này. Ngay trước khi được bổ nhiệm vào Tòa phúc thẩm, bà đã phục vụ với tư cách là thành viên của Tòa án tối cao ở Uganda.

## Bối cảnh, giáo dục và sự nghiệp ban đầu
Hellen Abulu Obura sinh ra và được giáo dục ở Uganda cho tới khi thi vào đại học. Bà có bằng Cử nhân Luật (LLB) từ Đại học Makerere, Đại học công lập lâu đời nhất và lớn nhất của quốc gia. Hellen Abulu Obura cũng đã nhận được bằng Cao đẳng về Thực hành Pháp lý, từ Trung tâm Phát triển Luật, ở thành phố Kampala, thủ đô của đất nước này. Trong mười bảy năm, từ năm 1993 cho đến khi bà được bổ nhiệm làm thẩm phán tòa án tối cao năm 2010, Thẩm phán Helen Obura đã phục vụ trong Bộ Tư pháp và Hiến pháp của Uganda. Bà là Thư ký Hội đồng Luật tại thời điểm bà được cử vào vị trí Tòa án Tối cao Uganda vào năm 2010

## Sự nghiệp tư pháp
Hellen Obura từng là thẩm phán tại Tòa án tối cao của Uganda, từ tháng 10 năm 2010, cho đến tháng 9 năm 2015, khi bà được bổ nhiệm vào Tòa án phúc thẩm của Uganda, cũng đóng vai trò là Tòa án Hiến pháp của quốc gia châu Phi này.